# Cupiennius coccineus
Cupiennius coccineus ist eine Webspinne aus der Familie der Fischerspinnen (Trechaleidae). Sie unterscheidet sich von anderen Arten der Gattung durch die ungezeichnete Ventralseite.

## Merkmale
Die Körperlänge des Männchens beträgt 22 bis 26 und beim Weibchen 27 bis 38 Millimeter. Die Beinspannweite kann bis über 100 Millimeter betragen. Diese Maße lassen Cupiennius coccieus zu den größeren Arten der Gattung zählen. Die Art besitzt eine je nach Geschlecht recht variable Färbung. Beide Geschlechter besitzen eine braune Grundfärbung. Die Unterseite der Femora des vorderen Beinpaares des Weibchens besitzen eine auffällige rote Warnfarbe, die bei Gefahr als Drohgebärde einem potentiellen Fressfeind gezeigt wird. Diese Eigenschaft fehlt bei dem männlichen Tier. Die Ventralseite von Cupiennius coccineus ist anders als bei den anderen Arten nicht mit einer Zeichnung versehen.

### Ähnliche Arten

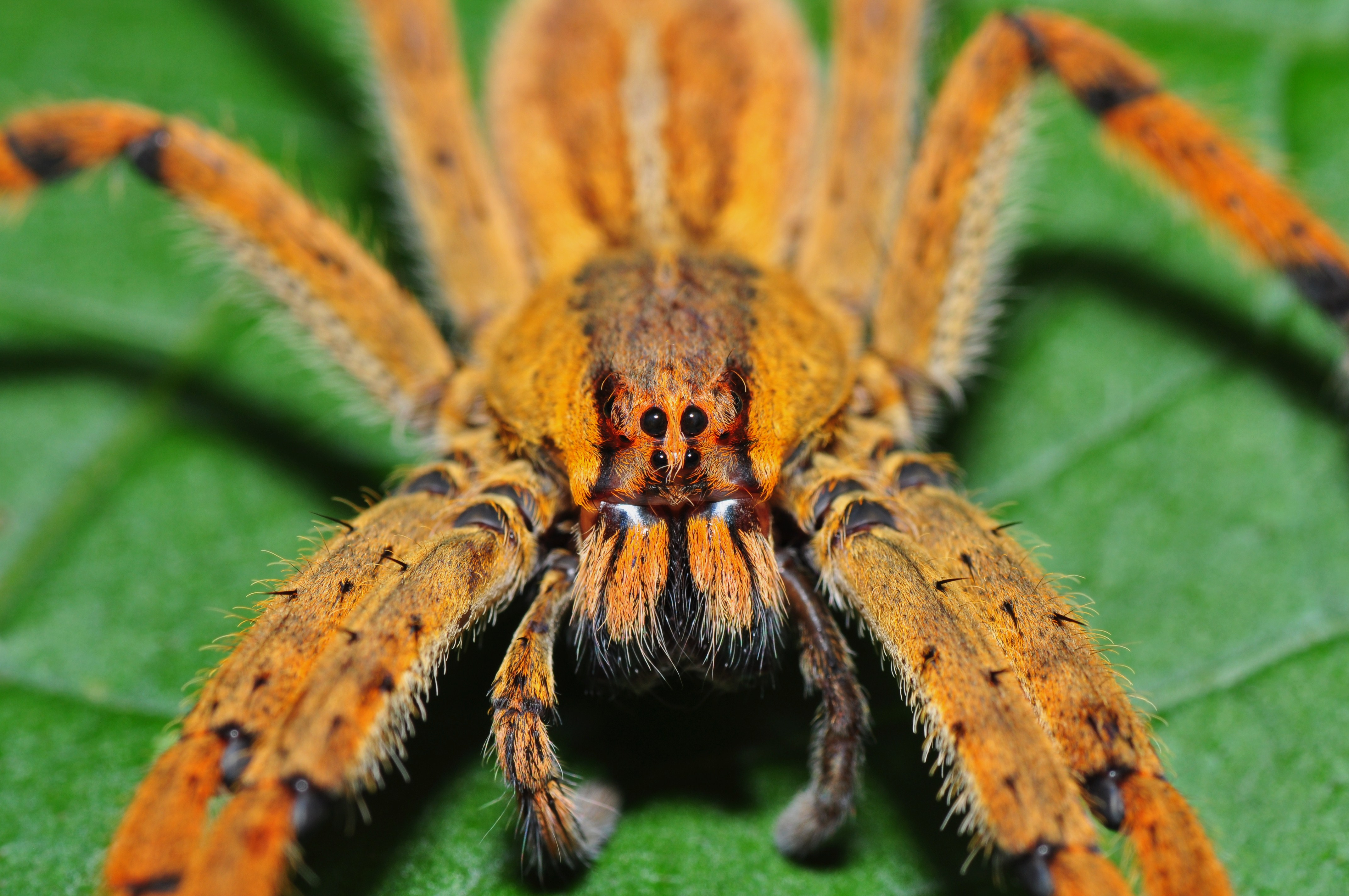
Die ähnliche und nah verwandte Art Cupiennius getazi

Besonders die anderen gleich großen Arten der Gattung Cupiennius, darunter die Große Wanderspinne (C. salei), Cupiennius getazi und Cupiennius chiapensis können mit Cupiennius coccineus verwechselt werden. Alle Arten unterscheiden sich jedoch durch die Färbung. Weitere Möglichkeiten zur Verwechslung existieren auch bei Arten der Familie der Kammspinnen (Ctenidae), darunter auch bei den für den Menschen potentiell gefährlichen Vertretern der Gattung Phoneutria.

## Vorkommen
Das Verbreitungsgebiet von Cupiennius coccineus reicht von Costa Rica bis nach Kolumbien, wo die Art Regenwälder bewohnt.

### Gefährdung und Schutz
Da Cupiennius coccineus wie alle Arten der Gattung nicht von der IUCN gelistet wird, gibt es keine konkreten Angaben über mögliche Bestandsbedrohungen der Art.

## Lebensweise
Cupiennius coccineus ist vorwiegend nachtaktiv und hält sich tagsüber meist in geeigneten Standorten, bevorzugt Bananen- und Bromeliengewächsen verborgen. Dort bevorzugt sie wassergefüllte Spalten als Unterschlupf. Sie kann  mithilfe von Spinnfäden auch mehrere Blätter einer Pflanze zu einem Schlupfwinkel zusammenfügen. Cupiennius coccineus teilt sich viele Lebensräume mit Cupiennius getazi und kommt zusammen mit der Schwesterart oftmals auf der gleichen Pflanze vor. In der Nacht jagt die Art als Lauerjäger und erbeutet neben Gliederfüßern auch kleinere Wirbeltiere, wie kleine Reptilien und Amphibien. Bei Beobachtungen sollen Weibchen von Cupiennius coccineus männliche Frösche anhand von deren Rufen geortet haben. Die Spinnen haben zwar kein Gehör, durch das Quaken ausgelösten Vibrationen waren aber auch auf der umliegenden Vegetation spürbar, wo diese von den Spinnen durch Spaltsinnesorgane an den Tarsen aufgenommen wurden. Dadurch konnten die Spinnen die Frösche orten.

### Fortpflanzung
Das Fortpflanzungsverhalten von Cupiennius coccineus ist identisch mit dem anderer Arten der Gattung. Ein geschlechtsreifes Weibchen nutzt mit Pheromonen versehene Spinnfäden, um Männchen anzulocken. Hat ein solches ein Weibchen ausgemacht und dieses anhand der Fäden gefunden, beginnt es einen Balztanz, bei dem es auf den Untergrund trommelt und sein Opisthosoma schüttelt. Dieses Balzverhalten kann oft mehrere Stunden dauern und sich seitens des Männchens mehrmals wiederholen. Ein paarungswilliges Weibchen beantwortet das Werben gegenüber dem Männchen ebenfalls mit einem Schütteln des Opisthosomas. Anschließend steigt das Männchen auf den Rücken des Weibchens und führt seine Bulbi abwechselnd in die Spermathek des Weibchens. Bald nach der Paarung schwillt das Opisthosoma des Weibchens durch die darin heranreifenden Eier an und der Nahrungsbedarf wird deutlich größer. Drei Wochen danach fertigt das Weibchen seinen ersten Eikokon an, der an den Spinnwarzen angeheftet getragen wird. Nach einem Monat erfolgt der Schlupf der Jungtiere aus dem Kokon, der zuvor an einem vom Weibchen angefertigten Gespinst befestigt wird. Nach einem Monat schlüpfen die Jungtiere, die eine Woche nach Schlupf das Gespinst verlassen. Ein Weibchen kann bis zu drei weitere Kokons fertigen und betreibt keine Brutpflege. Die anfangs zwei bis drei Millimeter großen Jungspinnen wachsen innerhalb von acht und zehn Monaten heran. Weibchen von Cupiennius coccineus können ein Jahr alt werden, die Männchen sind weniger langlebig.

## Taxonomie & Systematik
Der Erstbeschreiber Frederick Octavius Pickard-Cambridge gab der Art bereits 1901 die Bezeichnung Cupiennius coccineus. In der Folge wurden von verschiedenen Autoren weitere, meist auf geschlechtsspezifischen Unterschieden basierende Bezeichnungen eingeführt, die später als Synonyme erkannt wurden. Die Gattung Cupiennius wurde 2019 von Luis Norberto Piacentini und Martín Javier Ramírez aus der Familie der Kammspinnen in die der Fischerspinnen überstellt.